# Бова, Бен
Бенджамин Уильям Бова (англ. Ben Bova; 8 ноября 1932 – 29 ноября 2020) — американский прозаик.

## Биография
Бен Бова родился 8 ноября 1932 года в Филадельфии, штат Пенсильвания. В 1953 году женился на Розе Кучинотта, у них родились сын и дочь. В 1974 писатель развелся. И в том же году женился на Барбаре Берсон Роуз, которая умерла 23 сентября 2009 года.
В юности Бен Бова был заядлым фехтовальщиком. В 1982 году писатель окончил Университет Темпл с дипломом журналиста.

## Профессиональная карьера
В 1950-х годах Бен Бова работал в качестве технического писателя в проекте Vanguard, в 1960-х в Авко Эверетт. Там он познакомился с Артуром Кантровицем.
После смерти Джона Кэмпбелла, в  1972 году, Бова стал редактором журнала Analog. Был удостоен премии «Хьюго» как лучший редактор журнала в 1973—1977 и 1979 годах. Затем ушел работать на журнал Omni.
В 1974 году написал сценарий эпизода Land of the Lost для мультсериала «Поиск».
В 1987 году писатель получил степень магистра искусств в State University, а в 1996 году — докторскую степень в California Coast University.
Бова занимал должность почетного президента National Space Society, а также являлся президентом американской ассоциации писателей-фантастов с 1990 по 1992 года.
По состоянию на 2010 год, Бова написал более 115 произведений документальной прозы и научной фантастики. В 2000 году принял участие на 58-й Всемирного конвента научной фантастики (WorldCon).
В России Бен Бова прославился своими произведениями «Властелины погоды», «Ветры Альтаира», и циклом романов «Орион».
Скончался на 89 году жизни 29 ноября 2020 года в Нейплсе (Флорида) от осложнений (пневмония и инсульт). вызванных коронавирусной инфекцией.

## Награды и премии
- Премия Скайларк в 1974 году
- Премия Балрог

в 1980 году (профессиональная публикация)
в 1982 году (профессиональная публикация)
в 1983 году (профессиональное достижение)
- Премия AnLab в 2001 году (статья, посвященная научному факту)
- Премия Джона Кэмпбелла в 2007 году (лучший научно-фантастический роман)
- Премия Роберта Хайнлайна в 2008 году.